# Kukavice (Rogatica)
Pour les articles homonymes, voir Kukavice.
Kukavice (en serbe cyrillique : Кукавице) est un village de Bosnie-Herzégovine. Il est situé dans la municipalité de Rogatica et dans la république serbe de Bosnie. Selon les premiers résultats du recensement bosnien de 2013, il compte 141 habitants.

## Démographie

### Répartition de la population par nationalités (1991)
En 1991, le village comptait 486 habitants, répartis de la manière suivante :

### Communauté locale
En 1991, la communauté locale de Kukavice comptait 666 habitants, répartis de la manière suivante :